# Home Stuff
Home Stuff è un film muto del 1921 diretto da Albert Kelley (Albert H. Kelley).

## Produzione
Il film fu prodotto dalla Metro Pictures Corporation

## Distribuzione
Distribuito dalla Metro Pictures Corporation, uscì nelle sale cinematografiche statunitensi il 16 giugno 1921. In Canada, il film fu distribuito il 6 luglio 1921.